# Ancylorhynchus reynaudii
Ancylorhynchus reynaudii là một loài ruồi trong họ Asilidae. Ancylorhynchus reynaudii được Macquart miêu tả năm 1838. Loài này phân bố ở vùng nhiệt đới châu Phi.